# Casa Antoni Ramon
La Casa Antoni Ramon és un edifici situat al carrer de Sant Ramon, 6 del barri del Raval de Barcelona. Com que no està catalogat, li correspon la categoria D (bé d'interès documental), atorgat per defecte a tots els edificis del districte de Ciutat Vella.

## Història i descripció
L'abril del 1791, Josep Esteve Galceran de Pinós i Sureda de Santmartí, marquès de Barberà, va adquirir en emfiteusi una part dels horts d'Antoni Iglésias i de la família Carreras a la banda de muntanya del carrer del comte de l'Asalto (actualment Nou de la Rambla), i l'agost del mateix any, va demanar permís per a obrir dos carrers de 32 pams d'amplada en els terrenys de la seva propietat: l'actual de Sant Ramon i el que porta el seu nom (conegut com a de la Fontseca fins al 1865), a més d'un tercer de 22 pams d'amplada que es diria de Santa Margarida. Finalment, l'Ajuntament va aprovar el projecte, si bé va donar a aquest darrer l'amplada de 24 pams. Aquell mateix any, el marquès va establir en emfiteusi dues parcel·les al carrer de Sant Ramon al mestre manter i fabricant d'indianes Antoni Ramon, on aquest va fer construir un edifici amb tres portals.

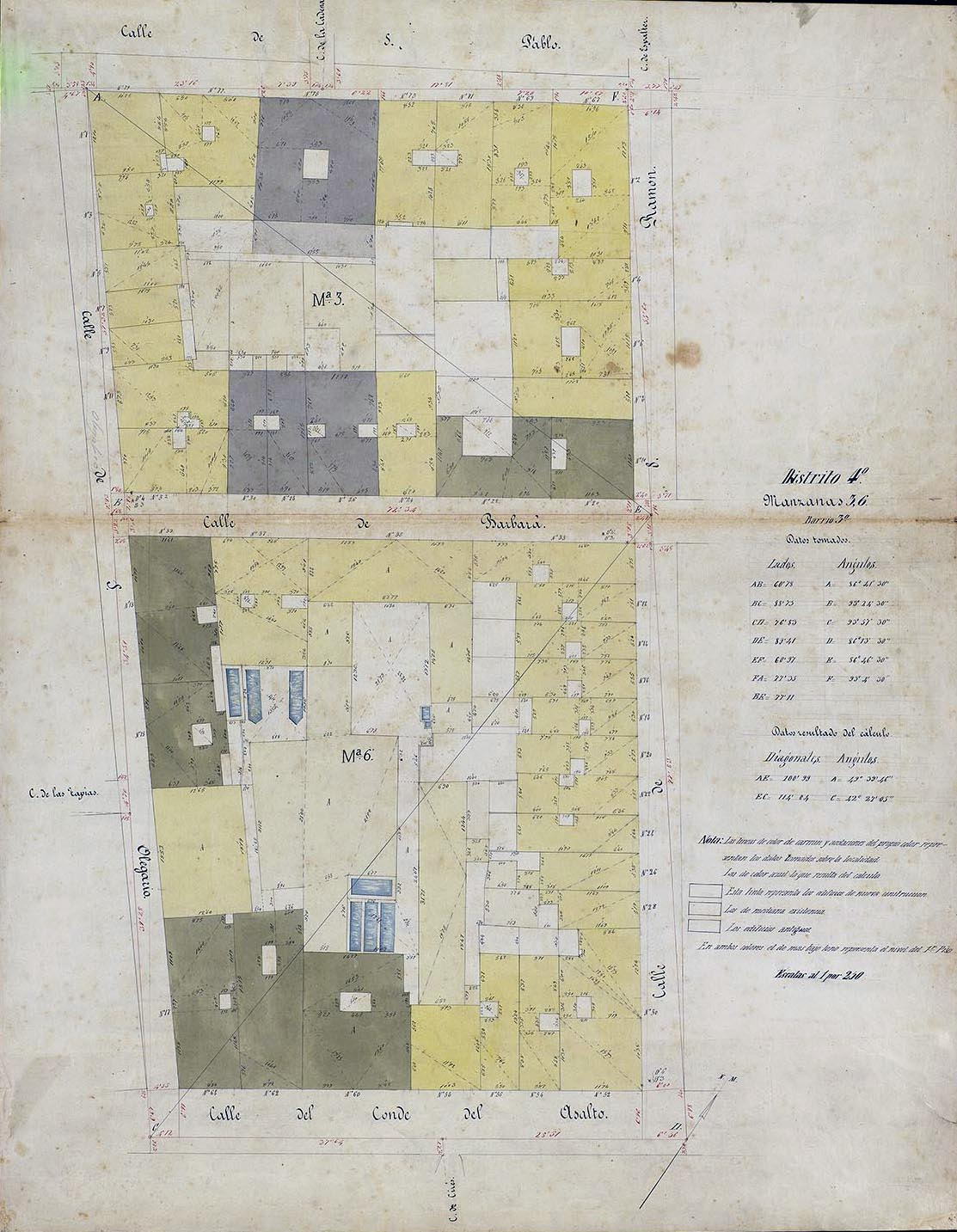
Quarteró núm. 90 de Garriga i Roca (c. 1860)

El 1818, la vídua Teresa Verdaguer i les seves filles (del seu primer matrimoni amb Marianna Planas) Marianna i Maria Teresa Ramon i Planas van tenir un litigi amb Jacint Ramon i els altres marmessors del difunt. Marianna es va casar amb Tomàs Calvet, i la seva germana Maria Teresa ho va fer amb Antoni Castells. A la mort d'aquesta darrera el 1844, fou succeïda per la seva filla Marianna Castells i Ramon, casada amb Victorià Mullol, natural de Vilafranca del Penedès i propietari del Mas Romeu d'Olèrdola.
El 2011, l'edifici, aleshores propietat de la Delegació d'Hisenda i on es trobava el meublé de Carmen de Mairena, va ser adquirit per l'Ajuntament de Barcelona dintre de l'«Àrea de Conservació i Rehabilitació a l'àmbit dels carrers d'en Robador i de Sant Ramon al districte de Ciutat Vella», que tenia per objecte promoure la rehabilitació i la millora de les condicions d'habitabilitat de la zona. Entre 2013 i 2014, fou rehabilitat per l'empresa municipal Foment de Ciutat Vella segons el projecte de 23:45 Arquitectes, que hi van introduir un gran celobert central recobert amb rajoles esmaltades de 10 x 10 cm.
Arran de les obres, s'hi va efectuar una intervenció arqueològica que va posar de manifest un potent estrat que s'estenia per tota la zona i que es pot datar a la segona meitat del segle xvii. En una excavació més profunda al fossat de l'ascensor, es va trobar un estrat del segle xiv i les restes d'una sitja, possiblement d'aquesta època, i a les cotes més baixes del sondeig es va trobar un nivell d’argiles molt compactes amb materials d'època romana.